# Veseniće
Veseniće (cirill betűkkel Весениће) település Szerbiában, a Raškai körzet Tutini községében.

## Népesség
- 1948-ban 253 lakosa volt.
- 1953-ban 289 lakosa volt.
- 1961-ben 305 lakosa volt.
- 1971-ben 309 lakosa volt.
- 1981-ben 340 lakosa volt.
- 1991-ben 552 lakosa volt.
- 2002-ben 450 lakosa volt, akik közül 433 bosnyák (96,22%), 16 muzulmán és 1 ismeretlen.